# Big Audio Dynamite
Big Audio Dynamite (później także jako Big Audio Dynamite II oraz Big Audio lub pod skrótem BAD) – brytyjska grupa rockowa, założona przez byłego członka The Clash Micka Jonesa. W swej twórczości mieszali różne style, takie jak punk, dance, hip hop, reggae i funk.

## Historia
Po odejściu z The Clash w 1984 Jones przez krótki czas współtworzył grupę Top Risk Action Company (T.R.A.C.), następnie założył Big Audio Dynamite. W latach 1984–1990 zespół opublikował pięć albumów studyjnych i zawiesił działalność w 1990. Jones następnie sformował z nowymi muzykami skład występujący pod nazwą Big Audio Dynamite II i działający w latach 1991-1993. Uczestniczył on m.in. w trasie koncertowej U2 ZOOTV jako support. W 1994 powstała trzecia inkarnacja zespołu jako Big Audio, która w 1995 powróciła do oryginalnej nazwy. Zespół zakończył działalność w 1998, ale jednak reaktywował się w 2011.  

## Skład

### Big Audio Dynamite
(1984-1990, od 2011) 
- Mick Jones - wokal i gitara
- Don Letts - wokale, próbki
- Dan Donovan - klawiatury
- Leo Williams - bas
- Greg Roberts - perkusja i wokal

(1996-1998) 
- Mick Jones - wokal i gitara
- Nick Hawkins - gitara
- Andre Shapps - klawiatury, programowanie
- Michael 'Zonka' Custance - DJ, klawisze, próbki
- Darryl Fulstow - bas
- Bob Wond - bębny
- Joe Attard - MC
- Ranking Roger - wokale

### Big Audio Dynamite II
(1990-1993) 
- Mick Jones - wokal i gitara
- Nick Hawkins - gitara i wokal
- Gary Stonadge - bas i podkład
- Chris Kavanagh - perkusja i wokal

### Big Audio
(1994-1995) 
- Mick Jones - wokal i gitara
- Nick Hawkins - gitara i wokal
- Gary Stonadge - bas i podkład
- Chris Kavanagh - perkusja i wokal
- Andre Shapps - klawiatury, próbki
- Michael 'Zonka' Custance - DJ, perkusista i wokal

## Dyskografia
- This Is Big Audio Dynamite (1985)
- No. 10, Upping St. (1986)
- Tighten Up Vol. 88 (1988)
- Megatop Phoenix (1989)
- Kool-Aid (1990)
- The Globe (1991)
- Higher Power (1994)
- F-Punk (1995)
- Entering a New Ride (1997)